# Philipp Matthäus Hahn
Philipp Matthäus Hahn (Scharnhausen (hoy distrito de Ostfildern), Ducado de Wurtemberg, 25 de noviembre de 1739 – Echterdingen (hoy distrito de Leinfelden-Echterdingen), 2 de mayo de 1790) fue un pastor, astrónomo e inventor.

## Biografía
El padre de Hahn le enseñó latín y hebreo desde los cuatro años de edad. La sombra de un clavo lo inspiró a estudiar los relojes de sol y, desde ahí, Astronomía.
Entre 1756 y 760 estudió Teología en Tubinga y en 1764 se convirtió en párroco en Onstmettingen. Mantuvo este como oficio principal, aunque aparte tuvo también un pequeño taller de precisión en la vicaría. Se considera a este pequeño taller como el núcleo de la ingeniería de precisión de Wurtemberg, que surgiría con el paso del tiempo.

## Invenciones
En torno a 1763, Hahn diseñó un reloj de sol de precisión o heliocronómetro, que permitió corregir la ecuación del tiempo.
En 1774 diseñó una de las primeras calculadoras mecánicas de las cuales se sabe que dos han sobrevivido hasta nuestros días, inspirándose en la rueda de Leibniz. Reconocido relojero, varios museos de relojería exhiben sus obras, incluido el Museo Alemán del Reloj, que contiene un planetario mecánico y una Weltmaschine del Priestermechaniker(sacerdote mecánico).